# C15H20O7
分子式C15H20O7（摩尔质量：312.32 g/mol）可以指：
- 雪腐镰刀菌烯醇，CAS号：23282-20-4
- 柠檬酸三烯丙酯，CAS号：6299-73-6

|  | 这个同类索引页列出了具有相同分子式的化学物（即同分異構體）条目。 除非您是有意链接至本页，否则应将相应条目的内部链接指向正确的条目。 |